# Aston Chichester
Aston Ignatius Sebastian Joseph Chichester (Bruges, 22 maggio 1879 – Roma, 24 ottobre 1962) è stato un missionario e arcivescovo cattolico britannico.

## Biografia
Abbracciò la vita religiosa nella Compagnia di Gesù e, ordinato prete, fu missionario in Africa.
Fu nominato vescovo titolare di Ubaza e vicario apostolico di Salisbury nel 1931: nel 1955, con l'istituzione della gerarchia ecclesiastica nella Rhodesia del Sud, divenne arcivescovo metropolita.
Fondò le congregazioni indigene delle Piccole figlie di Nostra Signora e dei Fratelli missionari di San Pietro Claver.
Lasciò la guida della diocesi nel 1956 e fu trasferito alla sede titolare di Velebusdo.
Morì a Roma, dove stava partecipando al Concilio Vaticano II.

## Genealogia episcopale e successione apostolica
La genealogia episcopale è:
- Cardinale Scipione Rebiba
- Cardinale Giulio Antonio Santori
- Cardinale Girolamo Bernerio, O.P.
- Arcivescovo Galeazzo Sanvitale
- Cardinale Ludovico Ludovisi
- Cardinale Luigi Caetani
- Cardinale Ulderico Carpegna
- Cardinale Paluzzo Paluzzi Altieri degli Albertoni
- Papa Benedetto XIII
- Papa Benedetto XIV
- Papa Clemente XIII
- Cardinale Marcantonio Colonna
- Cardinale Giacinto Sigismondo Gerdil, B.
- Cardinale Giulio Maria della Somaglia
- Cardinale Carlo Odescalchi, S.I.
- Cardinale Costantino Patrizi Naro
- Cardinale Lucido Maria Parocchi
- Papa Pio X
- Papa Benedetto XV
- Cardinale Willem Marinus van Rossum, C.SS.R.
- Arcivescovo Giordano Gijlswijk, O.P.
- Arcivescovo Aston Ignatius Chichester, S.I.

La successione apostolica è:
- Vescovo Alois Haene, S.M.B. (1950)
- Arcivescovo Francis William Markall, S.I. (1956)